# Indigofera mupensis
Indigofera mupensis är en ärtväxtart som beskrevs av Antonio Rocha da Torre. Indigofera mupensis ingår i släktet indigosläktet, och familjen ärtväxter.

## Underarter
Arten delas in i följande underarter:
- I. m. abercornensis
- I. m. mupensis